# 海淀体育場
海淀体育場(かいでんたいいくじょう、簡体字中国語: 海淀体育场、英: Haidian Stadium)は、中華人民共和国の北京市海淀区にある多目的スタジアムである。

## 概要
収容人数は5,000人。主にサッカーの試合に用いられる。中国サッカー・乙級リーグに所属する北京三高がホームスタジアムとして使用している。隣接する海淀公園には、室内競技全般に使用可能な海淀体育館が設立されており、全体で海淀体育中心（海淀スポーツセンター）と呼ぶこともある。

## 交通アクセス
北京大学のすぐそばにある。北京地下鉄4号線の北京大学東門駅または中関村駅より徒歩約5分。